# Recreational Software Advisory Council
Recreational Software Advisory Council ou RSAC é uma extinta organização governamental estadunidense que visava classificar os jogos eletrônicos segundo a faixa etária.